# Sjavoeot

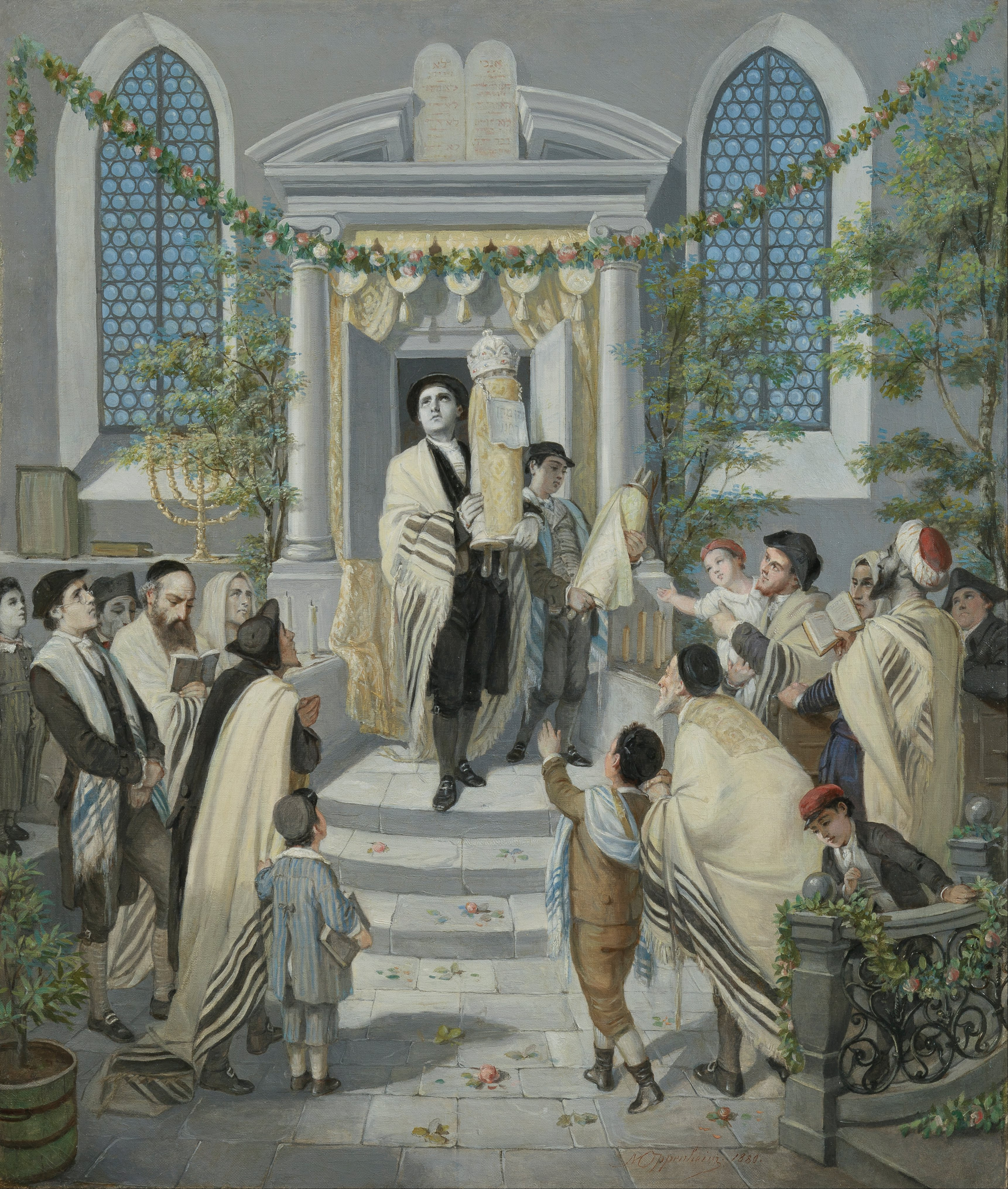
Moritz Daniel Oppenheim, Sjavoeot, 1880

Sjavoeot, ook gespeld als Sjawoe'ot of Sjawoeoth (Hebreeuws: שבועות), is het joodse Wekenfeest dat zeven weken na Pesach wordt gevierd. Het is tevens het einde van de omertelling.

## Rol van de Thora
Oorspronkelijk was het het feest waarop de 'eerstelingen' van de oogst (datgene wat het eerst wordt geoogst) aan God werden geofferd (Sjavoeot is van oorsprong een oogstfeest), maar later werd dat de herdenking van het verkrijgen van de Thora (de wet, met name de Tien Geboden) op de Sinaï; dit wordt Matan Tora (geven van de Thora) genoemd. Volgens latere joodse verklaringen is het proces van het ontvangen van de Thora toen echter pas begonnen en is dat een continu doorlopend proces.

## Rituelen
Tijdens Sjavoeot is de sjoel met bloemen versierd, en dan vooral de heilige ark waar de Thora rollen in opgeborgen zijn en de bima, de verhoging waarop de lessenaar staat waar de Thora gelezen wordt.
Vanwege het centraal stellen van de Thora bestudeert men tijdens dit feest de Thora plus allerlei commentaren daarop. Het is gebruikelijk om op de eerste nacht van Sjavoeot de gehele nacht wakker te blijven en in de synagoge of beet midrasj te leren tot de ochtend en dan vroeg sjachariet te gaan bidden. Voor deze nacht is een speciaal leerprogramma beschikbaar dat elk jaar op die nacht wordt beoefend; het bestaat uit bepaalde selecties uit de Talmoed. Dit leerprogramma heet de 'orde van de nacht van Sjavoeot' (tikkun leil shavuot). Daarnaast is het gebruikelijk om melkproducten te nuttigen zoals kaas.

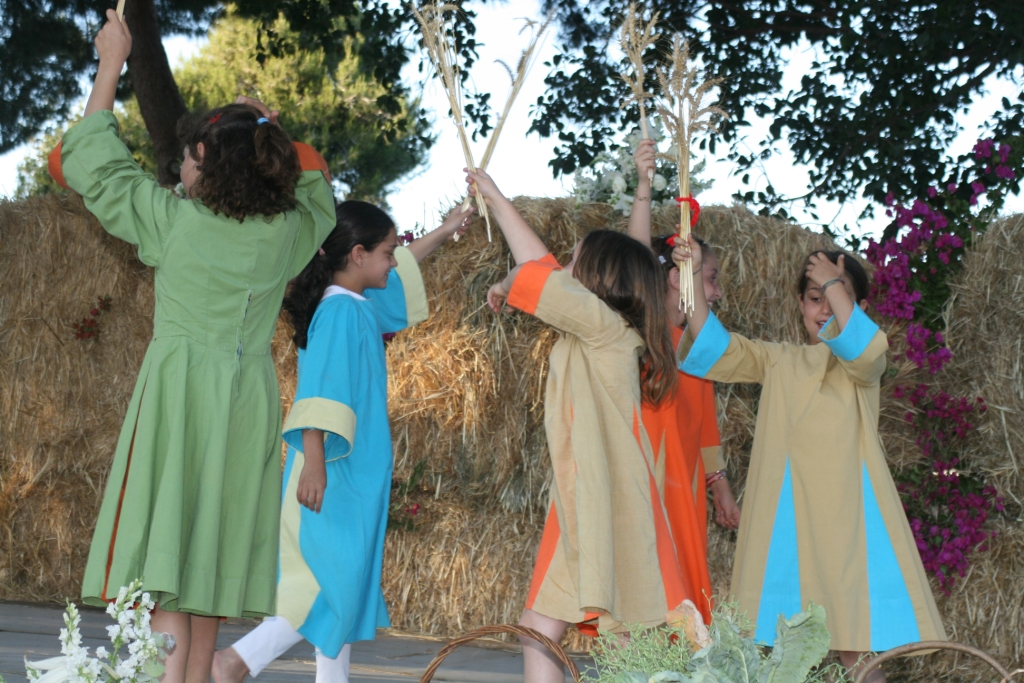
Kinderen vieren Sjavoeot in Israël, 2009

Tijdens sjachariet worden extra gebeden gezegd waaronder het Aramese Akdamut en wordt er uit de Thora gelezen: op de eerste dag Shemot/Exodus 19:1-20:23, en op de tweede dag Dewariem/Deuteronomium 14:22-16:17. De maftir leest op de eerste dag Bamidbar/Numeri 28:26-31, en de haftara is op de eerste dag Ezechiël 1:1-18 en 3:12. Op de tweede dag leest de maftir hetzelfde als op de eerste dag, maar de haftara is dan Habakuk 2:20-3:19. Verder wordt het boek Ruth gelezen waarmee men ook de relatie met het oogstaspect van dit feest wil aangeven.
Na Sjavoeot zijn huwelijken weer toegestaan, mogen mannen zich weer scheren en mag er weer naar instrumentale muziek worden geluisterd. Al deze activiteiten waren tijdens de omertelling die met Pesach begon verboden (met uitzondering van Lag BaOmer).

## Data
In de joodse kalender valt Sjavoeot altijd op 6 (en 7) sivan. In Israël duurt Sjavoeot slechts één dag, daarbuiten duurt het twee dagen.
Aangezien een dag volgens de Joodse kalender begint met zonsondergang, begint Sjavoeot eigenlijk steeds op de avond voor de gegeven data.
- ma 2 jun 2025

- vr 22 mei 2026

- vr 11 jun 2027

- wo 31 mei 2028

- zo 20 mei 2029

## Menu voor Sjavoeot
Het menu voor Sjavoeot is traditioneel melkkost - vooral op de eerste dag, wanneer elk vegetarisch of melkkostgerecht in aanmerking komt. Vaak worden er blintses, roomkaastaart, manicotti en gedroogde vruchten gegeten. De schaal met vers gedroogde vruchten die er vaak staat bij Sjavoeot, herinnert eraan dat Sjavoeot oorspronkelijk een oogstfeest is.

## Sjavoeot en Pinksteren
Het christelijke Pinksterfeest heeft zijn oorsprong in Sjavoeot. Echo’s van het joodse feest klinken op allerlei manieren door in de beschrijving van de nederdaling van de Heilige Geest in het boek van de Handelingen van de Apostelen. Zo wordt die gebeurtenis binnen het Wekenfeest geplaatst (Hnd 2,1-13). Na het jaar 70 zijn de feesten uit elkaar gegroeid. Maar het talenwonder, beschreven in het boek Handelingen, kent ook joodse referenties, gelet bijvoorbeeld op een uitspraak van de gezaghebbende rabbijn Jochanan ben Zakkai (30-90), die zei dat tijdens de openbaring op de Sinai de stem van God zich had verdeeld in de zeventig talen van de mensheid, om zich zo tot alle volkeren te kunnen richten.